# 西枇杷島町横断歩道橋

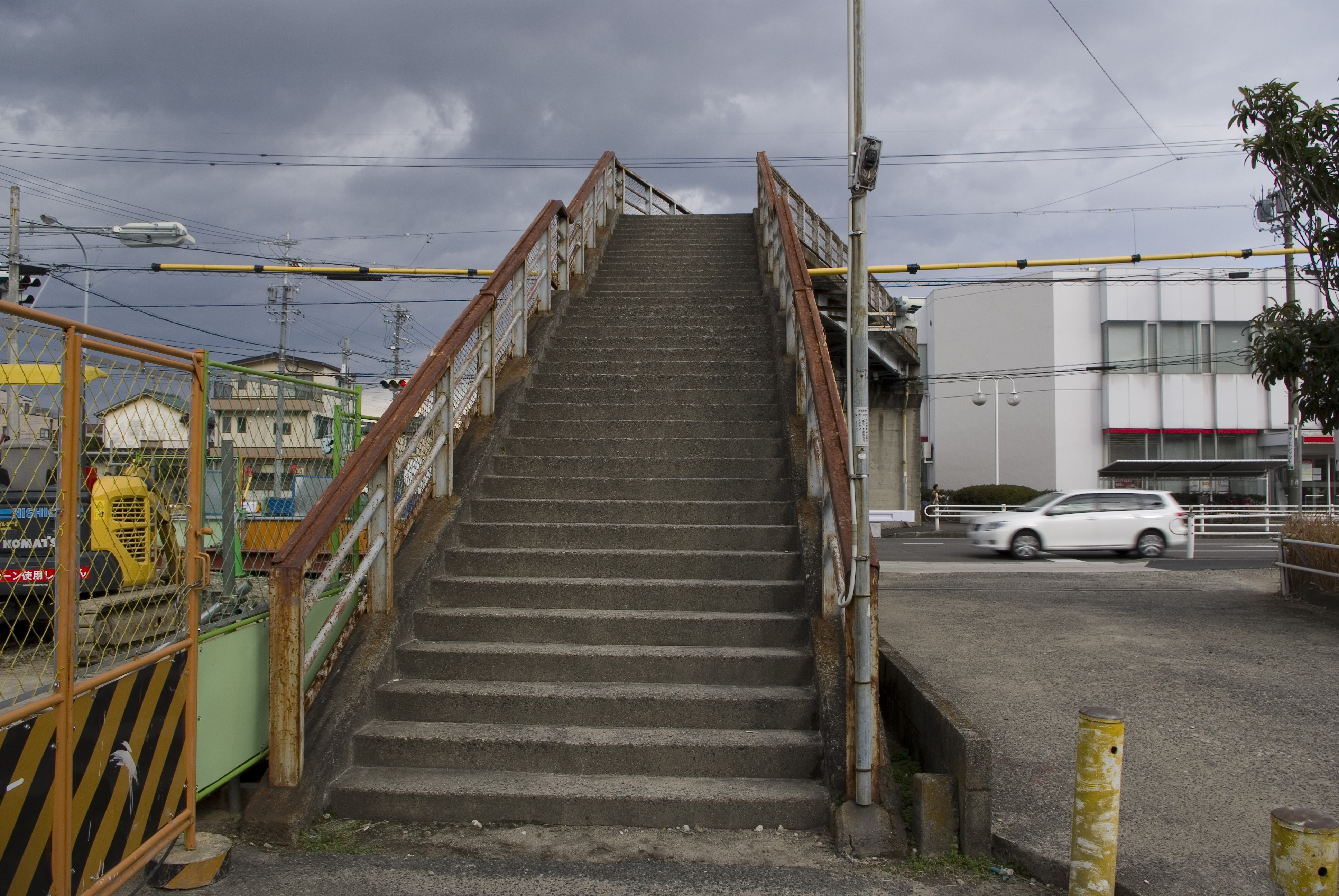
西枇杷島町横断歩道橋の階段

西枇杷島町横断歩道橋（にしびわじまちょうおうだんほどうきょう）は、愛知県清須市（旧・西春日井郡西枇杷島町）の愛知県道67号名古屋祖父江線・愛知県道190号名古屋一宮線の二見交差点に架かっていた横断歩道橋である。
1959年（昭和34年）6月27日に竣工・開通した日本初の横断歩道橋であったが、2010年（平成22年）4月10日に取り壊された。撤去後、2011年（平成23年）に名古屋大学構内に移築された。

## 概要
1959年（昭和34年）6月27日に学童専用陸橋竣工式が行われ、開通した。全長46.8 m（階段を含む）、幅2.5 m、桁下高5.0 mで、階段部は鉄筋コンクリート製、主桁の部分は鋼鉄製であった。設計・施行は名古屋造船株式会社（現在の株式会社IHI）で、日本で初めての歩道橋ということで造船技術が応用されたと考えられる。
歩道橋がある県道67号名古屋祖父江線・県道190号名古屋一宮線は旧国道22号で、当時は毎日必ず一件は交通事故があるという非常に危険な道路だった。二見交差点のすぐ近くには西枇杷島町立西枇杷島小学校（現在の清須市立西枇杷島小学校）、その近くに西枇杷島中学校があり、児童・生徒は登下校時にこの危険な国道を渡らなければならなかった。1957年（昭和32年）1月には小学校の児童が交通事故で重傷を負ったため、危機感を持った両校のPTAを中心に子供たちが安全に道路を横断できるような対策をとの陳情が重ねられた。建設省（現在の国土交通省）、中部地方建設局、警察が慎重に協議を重ねた結果、歩道橋が設置される運びとなり、総工費350万円を町と県で折半してこの歩道橋を完成させた。
現在の横断歩道橋は道路法第32条に基づき認可されるが、当時は前例がなく市道の歩道部を立体化したものとして第24条を適用するか第32条を適用するか議論があり、道路占用許可を要しない第24条に基づき認可された。
県道67号名古屋祖父江線・県道190号名古屋一宮線の道路拡張工事で西枇杷島町横断歩道橋の取り壊しが決定すると、地元メディアなどで度々取り上げられ、地元有志らが思い出を残そうと「西枇杷島夢のかけ橋実行委員会」を設立した。2010年（平成22年）2月7日の名岐駅伝では横断幕も用意された。3月12日に「渡り納め式」が行われ、小学校の在校生や卒業生など1000人以上が渡り納めをした。
西枇杷島町横断歩道橋は4月10日に撤去され、50年の歴史に幕を閉じた。道路拡張工事後、新しい歩道橋の工事が行われ、この橋は西枇っ子歩道橋（にしびっこほどうきょう）と命名、9月に竣工した。
撤去後も階段の一部が現地にモニュメントとして残されているほか、橋部分が中日本高速道路により名古屋大学構内の橋梁研究施設「ニューブリッジ」に移築され、2011年（平成23年）9月13日に除幕式が開かれた。